# Cantonul Saint-Ismier
Cantonul Saint-Ismier este un canton din arondismentul Grenoble, departamentul Isère, regiunea Rhône-Alpes, Franța.

## Comune
- Bernin
- Biviers
- Montbonnot-Saint-Martin
- Saint-Ismier (reședință)
- Saint-Nazaire-les-Eymes